# SPORTS JAPAN アンバサダー
SPORTS JAPAN アンバサダー（スポーツジャパンアンバサダー）は、文部科学省の外郭団体である独立行政法人日本スポーツ振興センター（JSC, NAASH）が実施している、スポーツ普及のためのキャンペーン。
アンバサダーに任命された元トップアスリートたちが、同団体が実施するスポーツ振興に係る事業の推進に協力し、日本各地でイベントなどに参加している。

## アンバサダーの一覧
- NO.001 谷本歩実 （女子柔道、五輪・金メダリスト）[3]
- NO.002 北澤豪 （男子サッカー・元日本代表、日本サッカー協会理事）
- NO.003 朝原宣治 （男子陸上・短距離走、五輪・銅メダリスト）
- NO.004 柴田亜衣 （女子競泳・自由形、五輪・金メダリスト）
- NO.005 大日方邦子 （女子チェアスキー、パラ五輪・金メダリスト）
- NO.006 大畑大介 （男子ラグビー・元日本代表）
- NO.007 佐藤真海 （女子陸上・走幅跳、パラ五輪・日本代表）
- NO.008 鶴岡剣太郎 （男子スノーボード・アルペン、五輪・日本代表）[4]
- NO.009 小原日登美 （女子レスリング、五輪・金メダリスト）
- NO.010 鹿島丈博 （男子体操、五輪・金メダリスト）
- NO.011 米満達弘 （男子レスリング、五輪・金メダリスト）
- NO.012 皆川賢太郎 （男子アルペンスキー、五輪・日本代表）